# 四方山 (香港)
四方山（しほうざん）は、香港の新界中部に位置する山。香港において4番目に高い山である。標高は785メートルで、大帽山の北東に位置し、大埔区と荃湾区に跨っている。マクリホース・トレイルの第8路段の経路上にある。